# علی‌پور-۱
علی‌پور-۱ (به انگلیسی: Alipur-1) یک منطقهٔ مسکونی در هند است که در پنجاب (هند) واقع شده‌است.